# Editorial Torre
Editorial Torre és una editorial fundada el 1943 per Xavier Casp i Miquel Adlert. Va ser un dels màxims representants del valencianisme de la postguerra fins al seu tancament en 1966. L'editorial suposà la consolidació de la normativa fabriana al País Valencià, per la cura en el model lingüístic que els editors posaven i l'èxit de crítica entre els lectors de la resta del domini lingüístic, fent de les normes de Torre una referència per als autors joves que escrivien en valencià a la dècada de 1950.
En esta editorial publicaren obres Jaume Bru i Vidal, Joan Fuster, Josep Iborra, Emili Beüt, Enric Valor, Manuel Sanchis Guarner, Maria Beneyto, Vicent Andrés Estellés, i d'altres.

## Grup Torre
Per Grup Torre es coneix el grup d'intel·lectuals i lletraferits valencians articulats al voltant de la tertúlia de Xavier Casp i Miquel Adlert. Deu el seu nom a l'editorial Torre. La revista Esclat va ser el seu intent efímer de dotar-se d'un òrgan de més àmplia difusió.
Enfrontats al grup literari de Lo Rat Penat, a qui acusaven de col·laboracionistes per participar en una entitat controlada pel franquisme, el grup Torre aconseguiria en els contactes literaris amb Catalunya i Illes Balears uns lligams com mai abans s'havien tingut. La seua aposta per la qualitat literària i un tarannà més modern que l'imperant a la València dels anys 40, li van permetre gaudir d'una posició central en el cercle literari en llengua catalana-valenciana fins a l'etapa 1962-1966, quan tanca l'editorial. El model del grup Torre, que Fuster reproduiria, consistia a formar grups d'elits intel·lectuals de joves universitaris.
A causa del fort catolicisme dels seus promotors, Joan Fuster comença a distanciar-se del grup vers 1951, si bé seria un procés gradual que no s'explicitaria fins a les polèmiques de principis de la dècada de 1960. En 1959 es funda l'Aula Ausiàs March i joves com Eliseu Climent, Alfons Cucó o Joan Francesc Mira deixen la tertúlia de Casp a principis dels 60.
El trencament Fuster-Casp s'explicaria per una voluntat d'ambdós d'hegemonitzar el món del valencianisme. A més, hi ha el fet que el discurs fusterià fóra més atractiu per als joves pel seu component esquerrà, provocant també que Casp i Adlert es replegaren en unes posicions més conservadores que les que anteriorment tenien.
A partir de 1966, Xavier Casp i Miquel Adlert pateixen una marginació progressiva en l'ambient literari valencià i català, fet que explicaria el seu pas al secessionisme lingüístic.